# Gampsocleis abbreviata
Gampsocleis abbreviata är en insektsart som beskrevs av Herman 1874. Gampsocleis abbreviata ingår i släktet Gampsocleis och familjen vårtbitare.

## Underarter
Arten delas in i följande underarter:
- G. a. abbreviata
- G. a. ebneri
- G. a. renei